# 滨田水库
滨田水库位于中国江西省上饶市鄱阳县。是一座以防洪、发电、灌溉、养殖为主要功能的大（二）型水库。1958年10月开始建设，1960年7月建成。建设时淹没耕地9735亩，迁移人口1988人。